# Église Saint-Étienne de Calviac
 (février 2021).
Si vous disposez d'ouvrages ou d'articles de référence ou si vous connaissez des sites web de qualité traitant du thème abordé ici, merci de compléter l'article en donnant les références utiles à sa vérifiabilité et en les liant à la section « Notes et références ».
L'église Saint-Étienne de Calviac est une église qui se trouve à Sousceyrac-en-Quercy dans le département du Lot.
L'édifice est référencé dans la base Mérimée et à l'Inventaire général de la région Occitanie.

## Localisation
Cette église est située dans l'ancienne commune de Calviac dans le département du Lot. 

## Histoire
Les premiers écrits citant l'église et le village datent du Xe siècle, l'église appartenait à l'Abbaye de Beaulieu sur Dordogne . Un certain  Ratbodus donne à l'abbé Rudolphe sa villa de Calviaco. Après ce texte, nous nous trouvons devant un vide historique. Il nous faudra attendre le début du XIVe siècle pour découvrir une mention écrite attestant que l'église Saint-Étienne de Calviac est à la présentation du seigneur et prieur d'Escalmels. Son rattachement doit être antérieure à cette date.
En 1326, les Bonafos de Teyssieu, fidèles chevaliers du vicomte de Turenne, possèdent la moitié de Calviac.
L'église restera sans discontinuer au prieuré d'Escalmels jusqu'en 1789. En 1795, un incendie se produit dans le presbytère détruisant ainsi les archives du village. En 1880 s'opèrent la  reconstruction et restauration de l'église.
Les ruines de l'église incendiée furent détruites et le bâtiment actuel fut construit sur le même plan et dans le même style.
Le plan actuel et le plan cadastral napoléonien ont peu de différences.

## Description
C'est une église rustique, de style roman, bien proportionnée et de grande taille pour une petite paroisse. Elle se caractérise extérieurement par un chevet plat, un portail néo-classique et un clocher-à-peigne.
L'intérieur est un compromis entre les styles gothique, roman et le << non style>> (baroque ?) avec intégration, principalement dans les chapelles et par la nef, d'éléments de l'église antérieure difficile à dater. 

Quelques photos de l'église
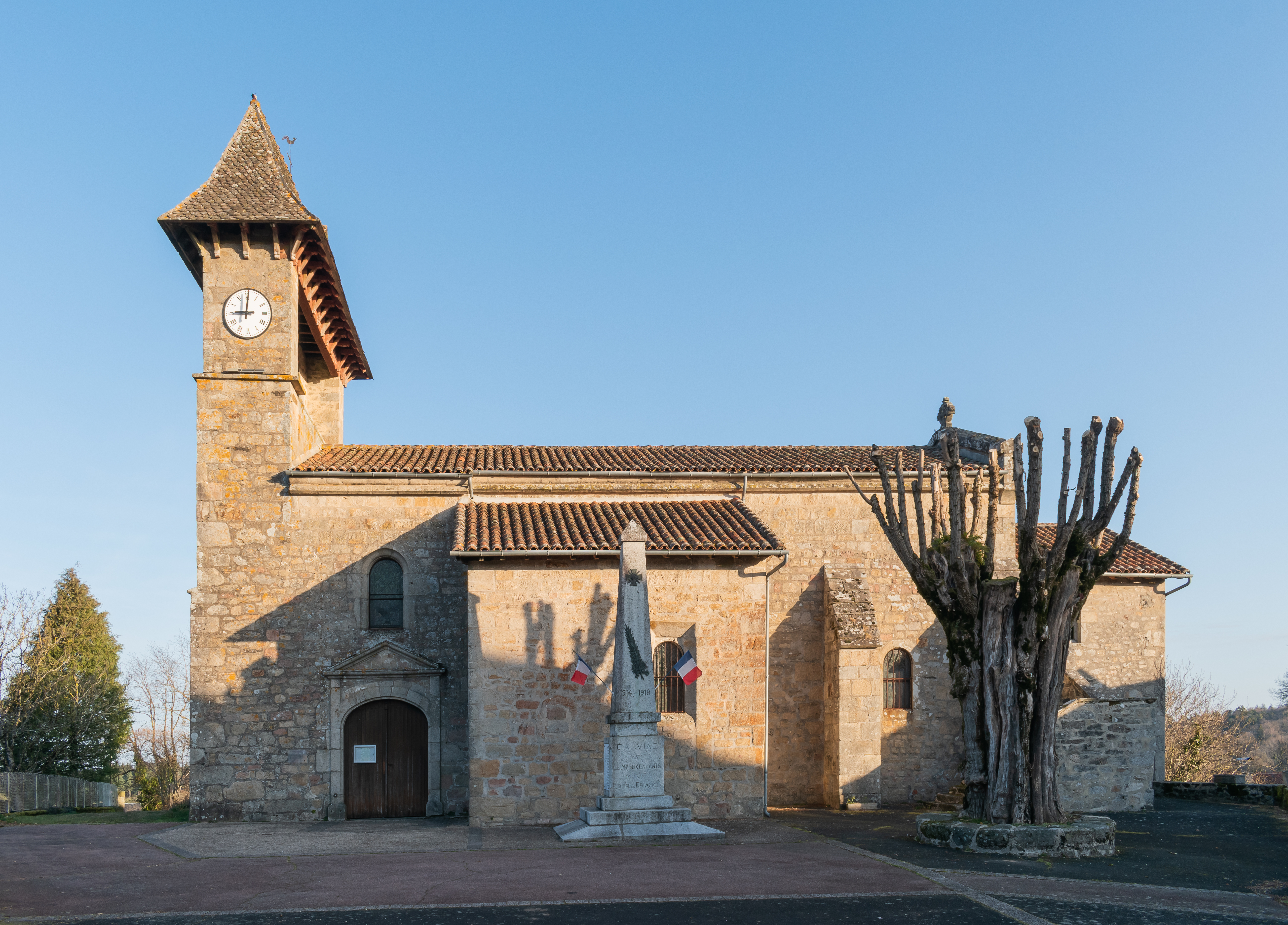
L'église depuis la place.
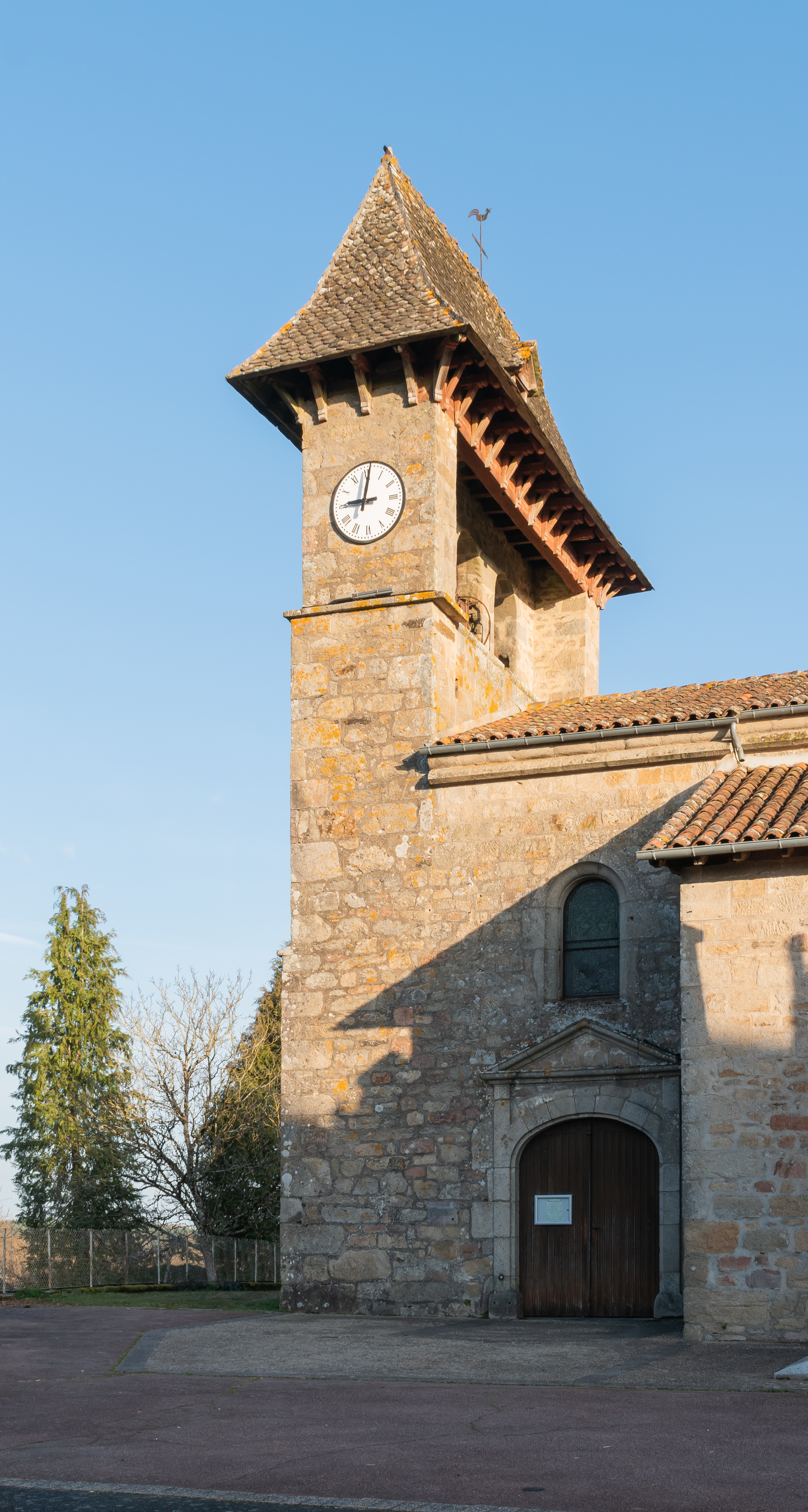
Le clocher.
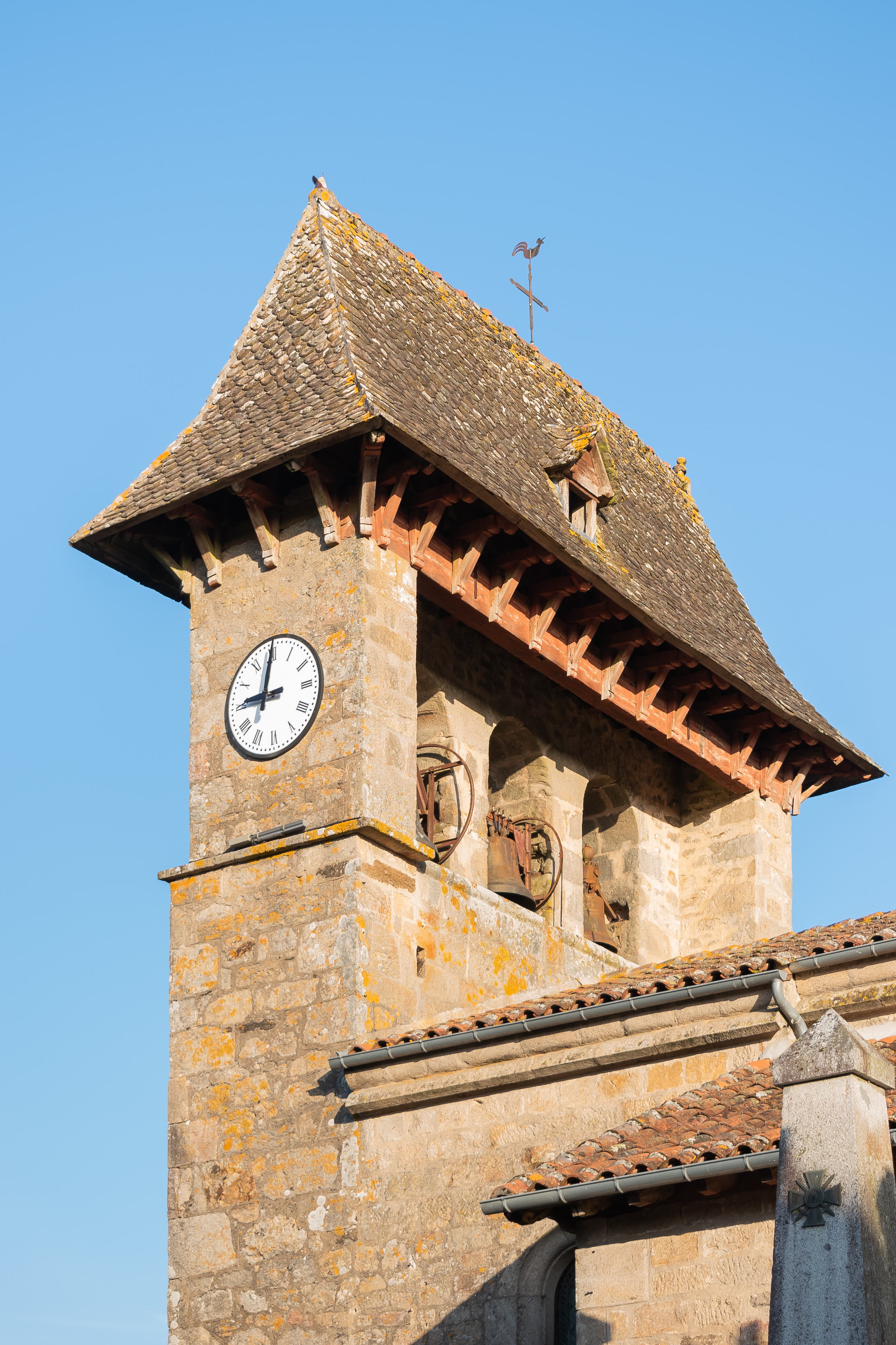
Le clocher à peigne surmonté d'une toiture couverte de lauzes de schiste.
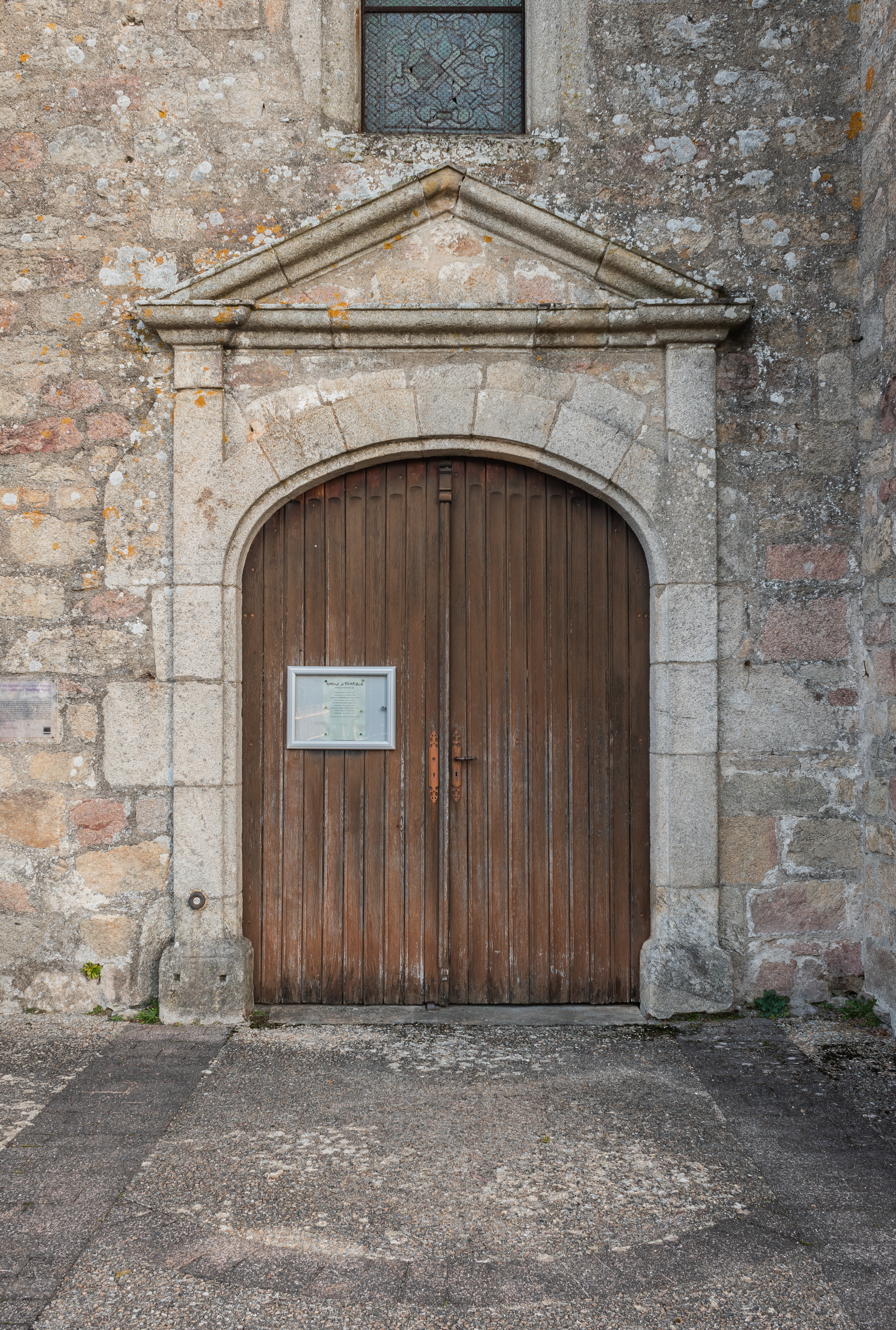
La porte typiquement néo-classique.
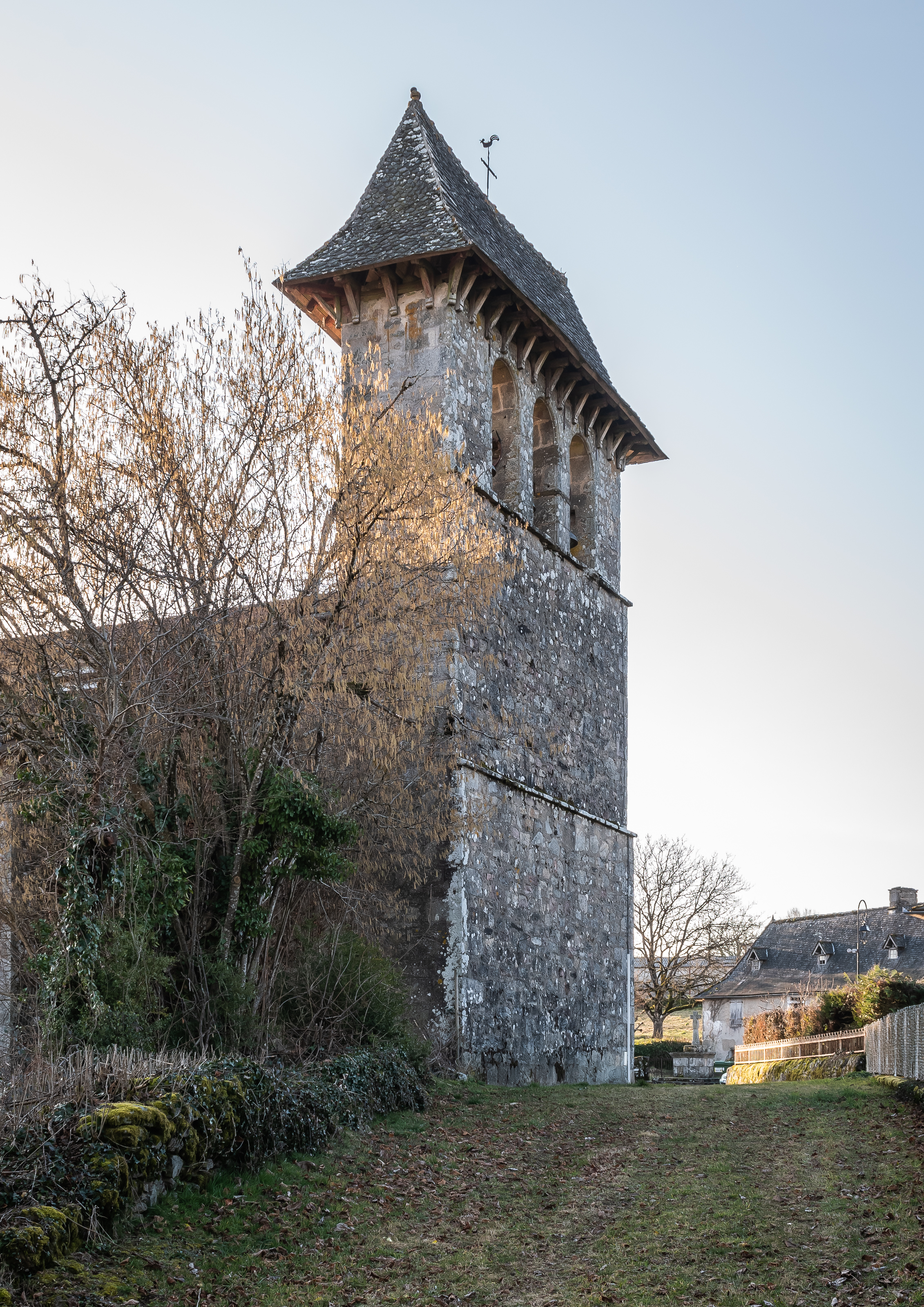
Le clocher.
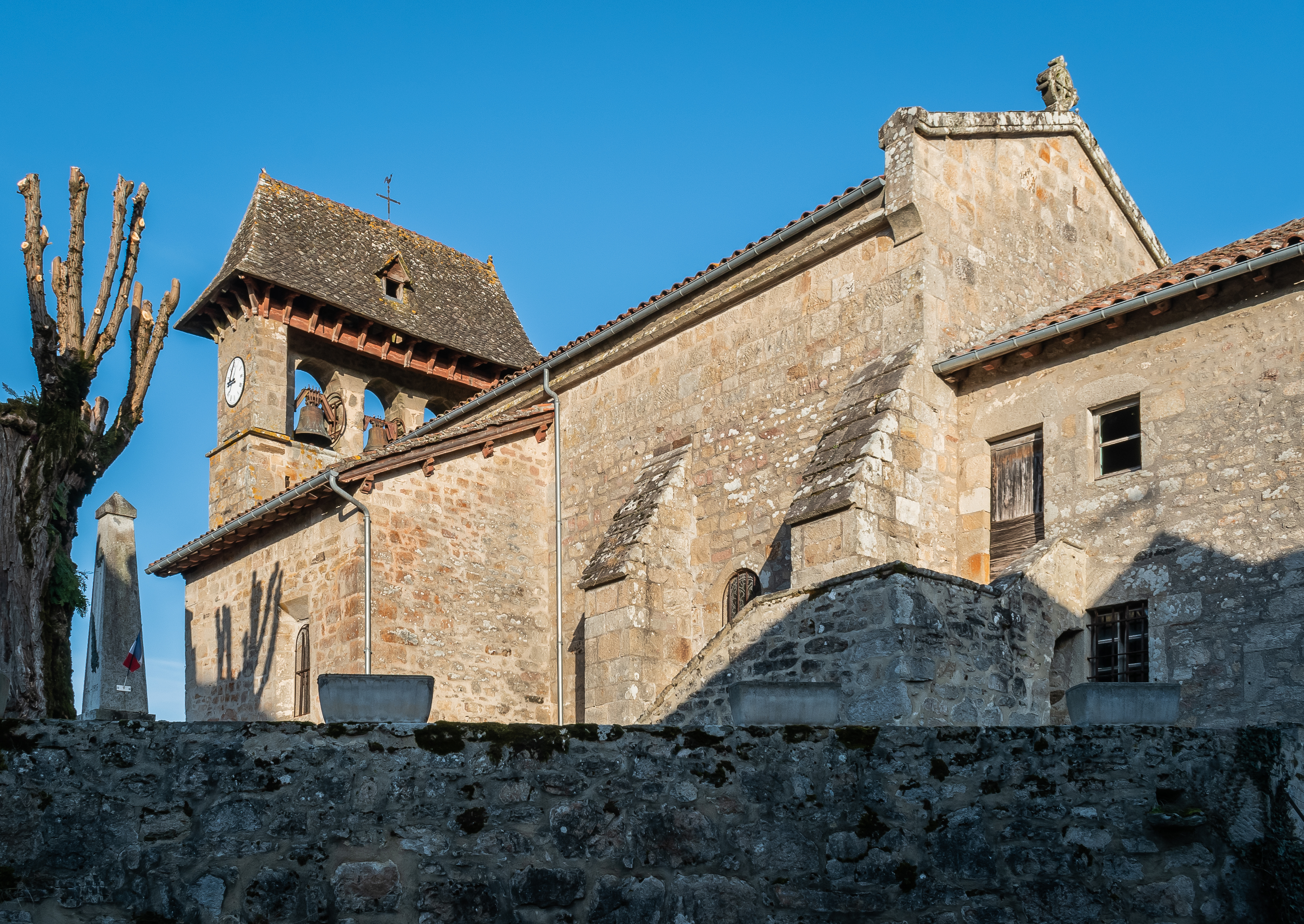
Les puissants contreforts du cœur roman.
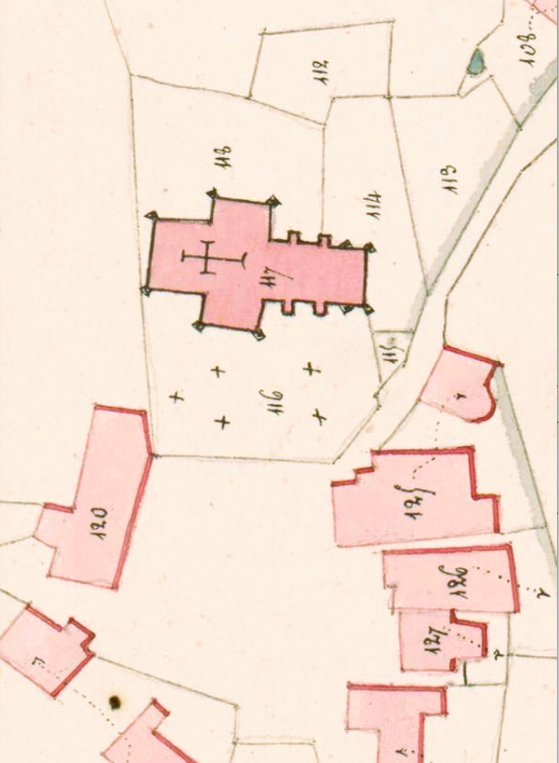
Plan cadastral de Calviac, en 1826, le cimetière se trouve encore au pied de l'église. Cette dernière procédait un plan identique à l'actuelle.

## Le mobilier
Des œuvres anonymes et non datées mais qu'on peut situer entre la deuxième moitié du XVIIe et la fin du XVIIe siècle.
Les tableaux :
- La crucifixion[2]
- Saint Roch

Les statues :
- La Vierge à l'Enfant[3]
- Saint Roch[4]
- Saint Étienne[5]
- L'ange adorateur[6]